# Askflikmätare
Askflikmätare, Ennomos fuscantaria är en fjärilsart som först beskrevs av Adrian Hardy Haworth 1809. Enligt Catalogue of Life är det vetenskapliga namnet istället Deuteronomos fuscantaria beskriven med det namnet av Stephens 1831.  Askflikmätare ingår i släktet Ennomos (Deuteronomos enligt Catalogue of Life), och familjen mätare, Geometridae. Arten är reproducerande i Sverige. Inga underarter finns listade i Catalogue of Life.

## Bildgalleri

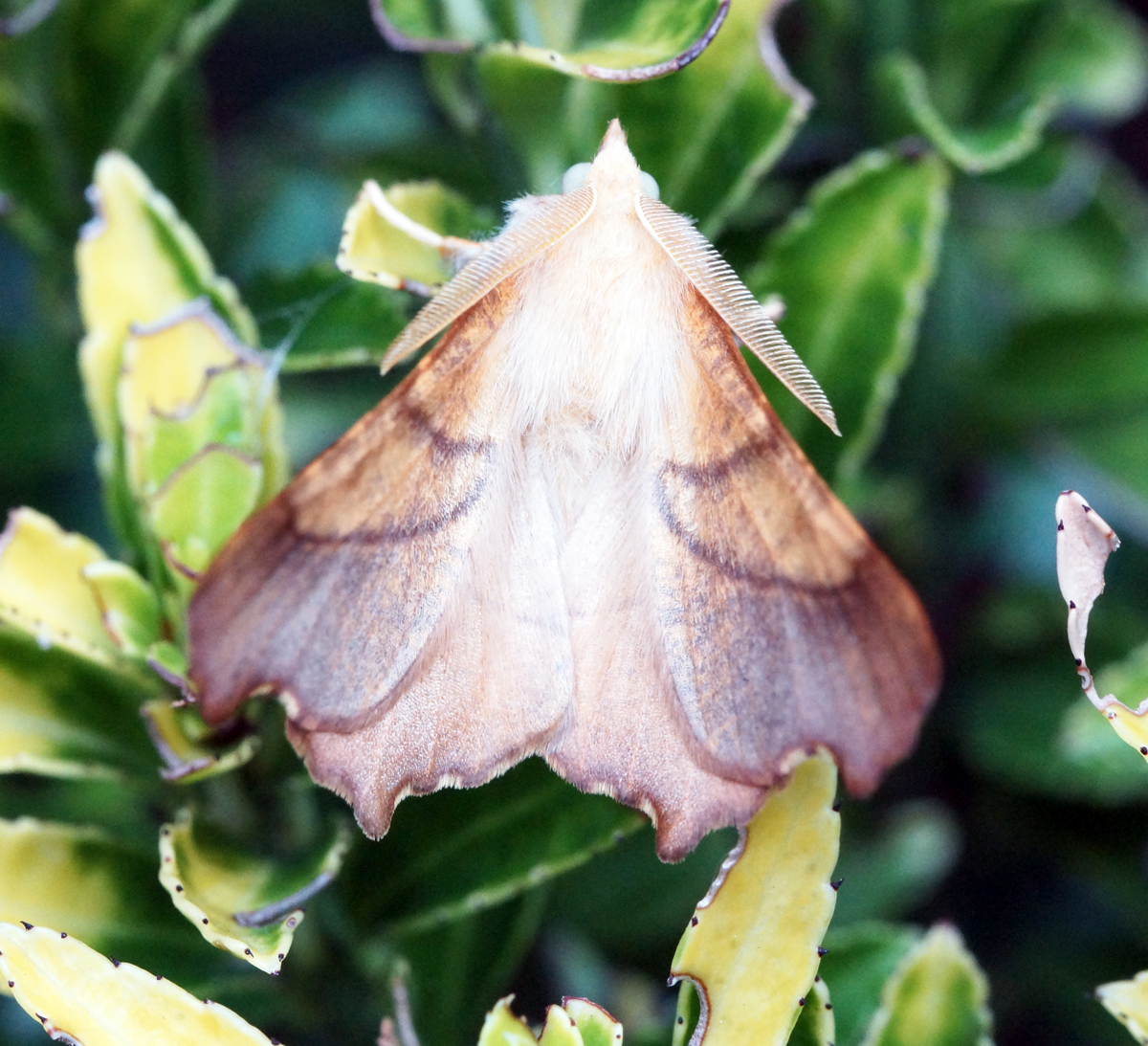
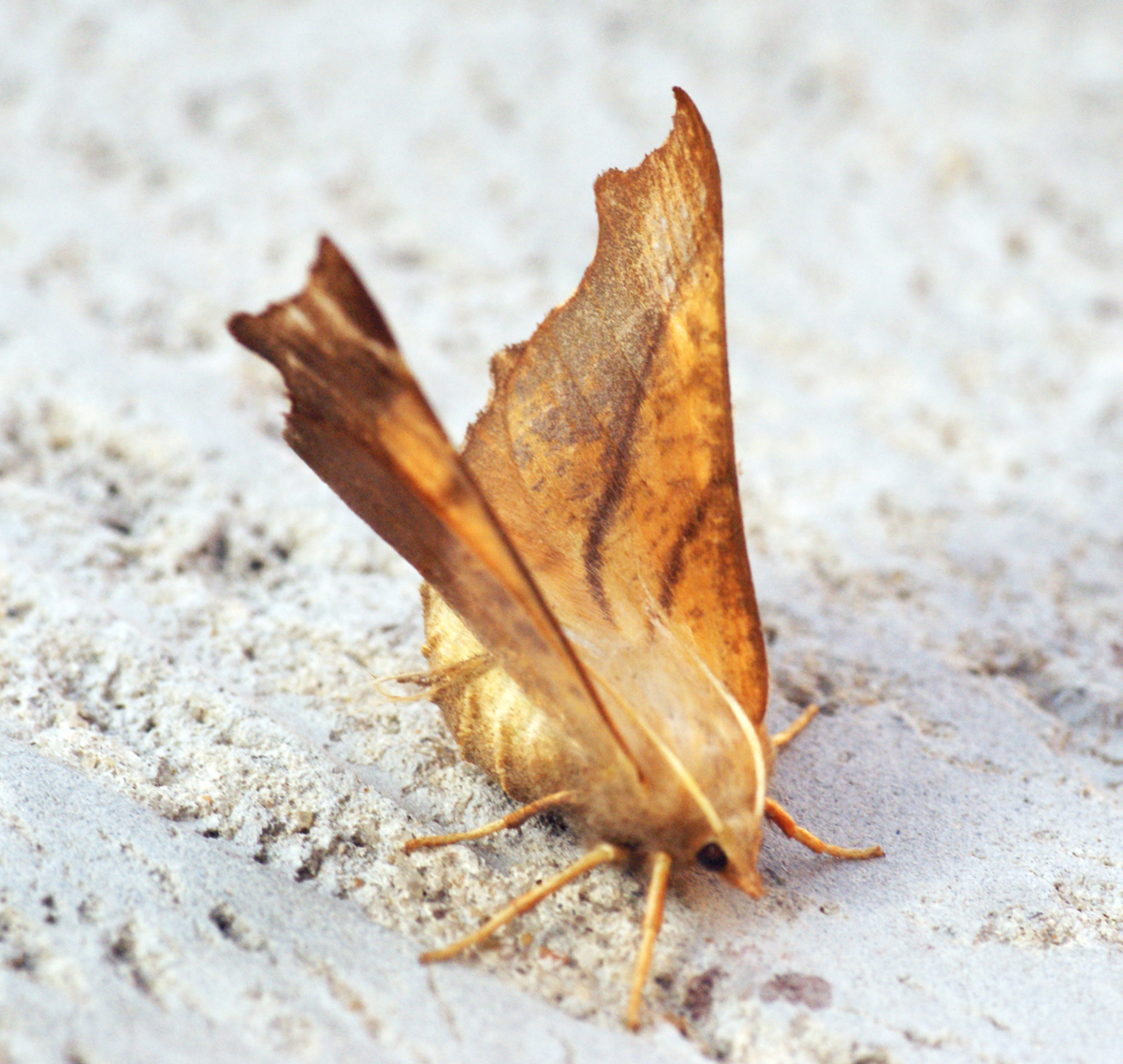
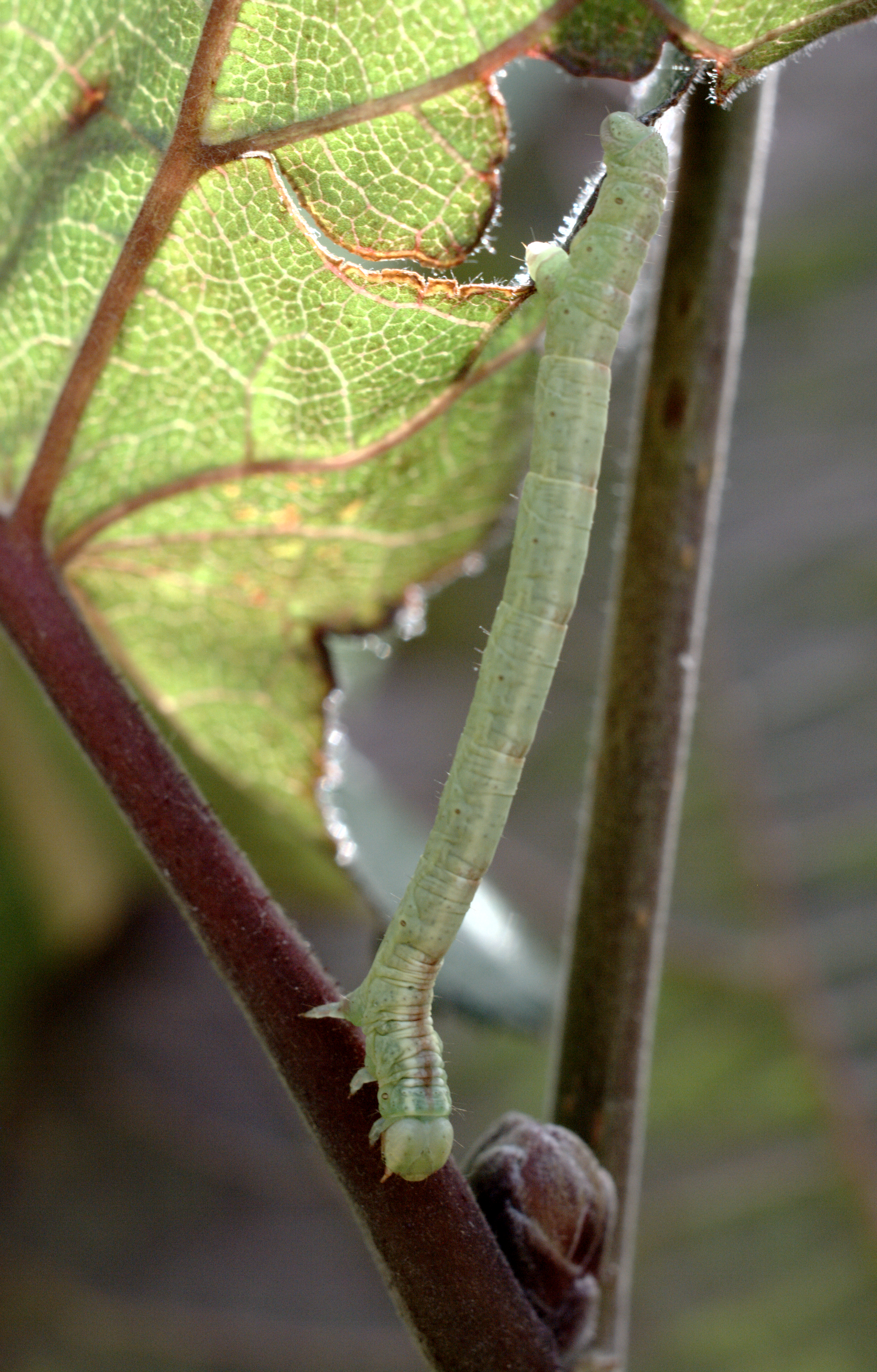